# 응우옌런뚜엇
응우옌런뚜엇(베트남어: Nguyễn Lân Tuất, 1935년 1월 7일 베트남 하노이 ~ 2014년 4월 29일 러시아 노보시비르스크)은 러시아의 베트남계 작곡가이다.
베트남 하노이 출신이다. 16세 시절에 제1차 인도차이나 전쟁에 참전한 공로를 인정받아 베트남 민주 공화국 정부로부터 훈장을 받은 경력을 갖고 있다.
1959년에 가족들과 함께 소련으로 이주한 이후에 음악 교육을 받았고 1980년에는 러시아 국립 공연예술연구소 교육 과정을 수료했다. 2001년에는 러시아 정부로부터 명예 예술가 칭호를 받았다.